# Алекс Шелли
Патрик Кеннет Мартин (англ. Patrick Kenneth Martin, род. 23 мая 1983, Детройт, Мичиган) — американский рестлер и специалист по физиотерапии, более известный под именем Алекс Шелли (англ. Alex Shelley). В настоящее время выступает в WWE на бренде SmackDown, где является действующим командным чемпионом с Крисом Сейбином.
Наиболее известен по выступлениям в Total Nonstop Action Wrestling (TNA), где он является бывшим чемпионом мира TNA, чемпионом икс-дивизиона TNA и трёхкратным командным чемпионом мира TNA.
Впервые он получил известность на независимой сцене, работая в Ring of Honor (ROH), а также в Японии, в Pro Wrestling Zero1-Max. Он также работал в New Japan Pro-Wrestling (NJPW), где он является бывшим трехкратным командным чемпионом IWGP в полутяжёлом весе вместе с Кусидой и командным чемпионом Strong в открытом весе вместе с Крисом Сейбином в составе Motor City Machine Guns. Помимо рестлинга, он является солистом рок-группы The High Crusade, в которую входят его друзья и коллеги-рестлеры Крис Сейбин и Пити Уильямс.

## Личная жизнь
Мартин является поклонником панк-рока. Он носил логотип группы Teenage Bottlerocket на своей одежде на ринге, и группа говорила о том, что будет с ним общаться.
Мартин готовится к карьере после того, как закончатся его дни в рестлинге, он работает врачом по физиотерапии. Мартин хотел заниматься этим из-за общей нехватки физиотерапевтов в рестлинге и желания помогать людям. После истечения контракта с ROH в 2018 году Мартин начал годичный клинический курс, чтобы получить сертификат.

## Титулы и достижения
- All American Wrestling

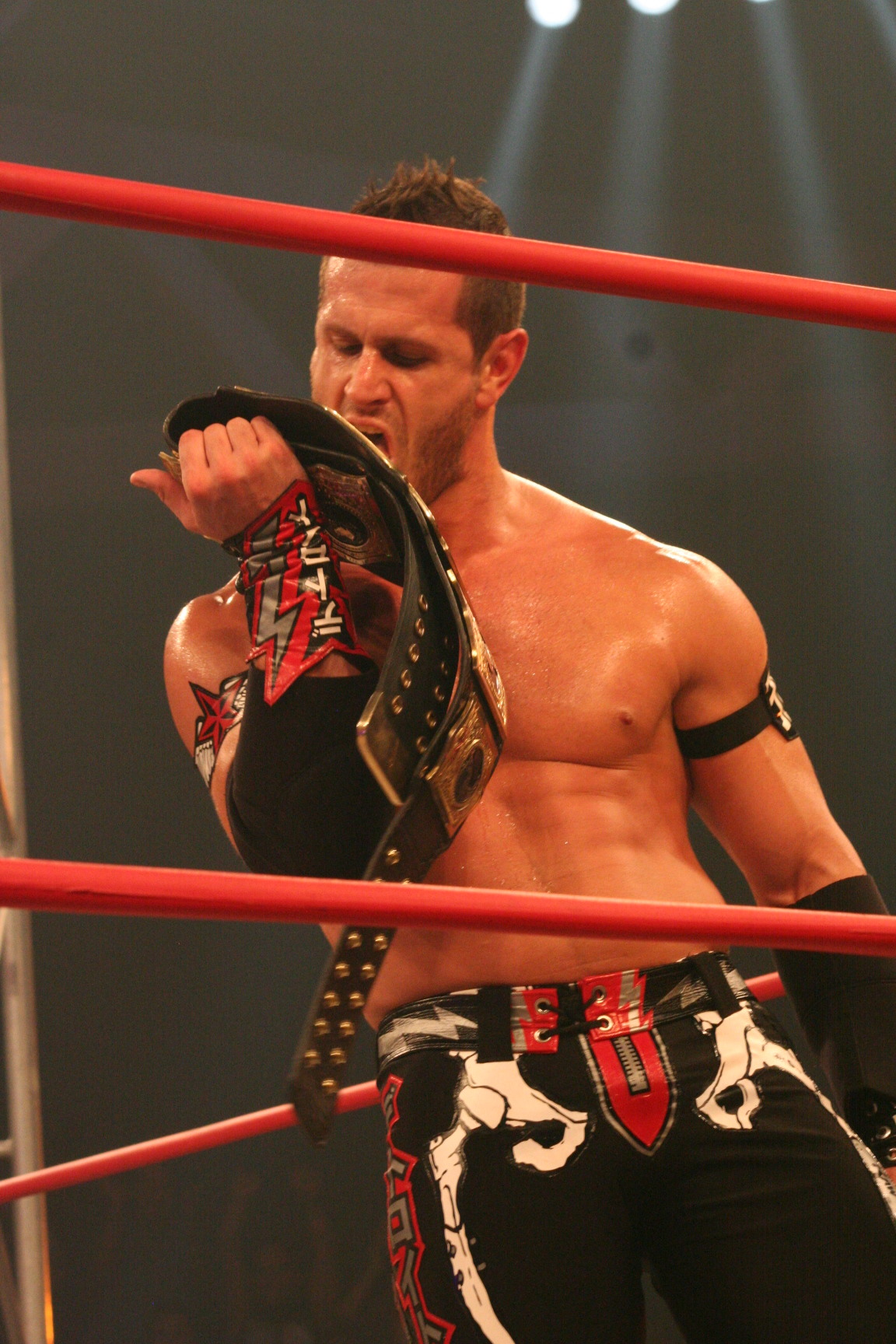
Шелли с титулом командного чемпиона мира TNA в 2010 году

  - Командный чемпион AAW (1 раз) — с Крисом Сейбином[3]
- The Baltimore Sun
  - Команда года (2010) — с Крисом Сейбином[4]
- Border City Wrestling
  - Канадо-американский телевизионный чемпион BCW (1 раз)[5]
- Black Label Pro
  - Чемпион Среднего Запада BLP (1 раз)[6]
  - Turbo Graps 16 (2020)[7]
- Combat Zone Wrestling
  - Чемпион мира CZW в полутяжёлом весе (1 раз)[8]
- Consejo Mundial de Lucha Libre
  - Международный Гран-при (2008)[9][10]
- Great Lakes Wrestling
  - Чемпион GLW в первом тяжёлом весе (1 раз)[8]
- IndependentWrestling.tv
  - Чемпион мира IWTV по независимому рестлингу (1 раз)[11]
- Insane Wrestling Federation
  - Чемпион IWF в первом тяжёлом весе (1 раз)[8]
- Maryland Championship Wrestling
  - Чемпион MCW в первом тяжёлом весе (1 раз)[8]
- New Japan Pro-Wrestling
  - Командный чемпион IWGP в полутяжёлом весе (3 раза) — с Крисом Сейбином (1) и Кусидой (2)[12]
  - Командный чемпион Strong в открытом весе (1 раз) — с Крисом Сейбином[13][14]
  - Super Jr. Tag Tournament (2012) — с Кусидой[15]
- NWA Midwest
  - Чемпион икс-дивизиона NWA Midwest (1 раз)[12]
- Ontario Championship Wrestling
  - Командный чемпион OCW (1 раз) — с Р. К. Кроссом[8]
- Prestige Wrestling
  - Чемпион Prestige (2 раза)[16]
- Pro Wrestling Illustrated
  - Команда года (2010) — с Крисом Сейбином[17]
  - № 32 в топ 500 рестлеров в рейтинге PWI 500 в 2009[18]
- Pro Wrestling Zero1-Max
  - Международный командный чемпион NWA в лёгком весе (1 раз) — с Крисом Сейбином[12]
  - Чемпион Соединённых Штатов Zero1-Max в открытом весе (1 раз)[8]
- Ring of Honor
  - Командный чемпион мира ROH (1 раз) — с Крисом Сейбином[19]
  - Турнир трио (2006) — с Абиссом и Джимми Рэйвом[8]
- Smash Wrestling
  - Чемпион Smash Wrestling (1 раз)[20]
- The Wrestling Revolver
  - Ремикс-чемпион PWR (1 раз)[21][22]
- Total Nonstop Action Wrestling/Impact Wrestling
  - Чемпион мира Impact (1 раз)
  - Командный чемпион мира TNA/Impact (3 раза) — с Крисом Сейбином[23]
  - Чемпион икс-дивизиона TNA (1 раз)[8]
  - Командный турнир памяти Криса Кандидо — с Шоном Уолтманом[8]
  - Gauntlet for the Gold (2008 — командный) — с Крисом Сейбином[24]
  - Paparazzi Championship Series[25]
  - Турнир за титул икс-дивизиона TNA (2009)[8]
  - World X Cup (2006) — с Крисом Сейбином, Джеем Литалом и Сонджей Даттом[26]
  - Награды по итогам года Impact (2 раза)
    - Команда года (2007) с Крисом Сейбином[27]
    - Момент года (2020) — Возвращение Motor City Machine Guns в Impact на Slammiversary, вместе с другими возвращениями и дебютами той ночи[28]
- UWA Hardcore Wrestling
  - Чемпион UWA в лёгком весе (2 раза)[8]
- Westside Xtreme Wrestling
  - Чемпион мира wXw в тяжёлом весе (2 раза)[29]
- Xtreme Intense Championship Wrestling
  - Чемпион XICW в первом тяжёлом весе (1 раз)[8]
  - Чемпионат Среднего Запада XICWв тяжелом весе (1 раз)[30]
  - Командный чемпион XICW (3 раза) — с Джейми Коксом[12]